# Tijan Jaiteh
Tijan Jaiteh (Bwiam, 31 dicembre 1988) è un ex calciatore gambiano, di ruolo centrocampista.

## Biografia
Nel 2009 ha costituito la Tijan Foundation, un progetto con l'obiettivo di raccogliere abiti, giocattoli e materiali tecnologici per i bambini e gli adulti gambiani. In continuo sviluppo fin dalla sua fondazione, l'organizzazione ha collaborato con le imprese norvegesi affinché ogni anno venissero inviati questi materiali in Gambia. Successivamente, la Tijan Foundation ha avviato anche la costruzione di una scuola calcio.

## Carriera

### Club

#### Gli esordi e l'arrivo in Norvegia
Jaiteh ha giocato con la maglia del GPA, formazione militante nella massima divisione gambiana. Ha fatto parte della squadra che ha vinto il campionato 2006. Successivamente a questo risultato, Jaiteh è arrivato in Norvegia assieme ad altre tre connazionali, poiché tutti dovevano sostenere un provino con il Brann.
Jaiteh è stato l'unico dei quattro calciatori a superare il provino e nel 2007 è stato così tesserato dal Brann. Ha esordito nell'Eliteserien in data 12 maggio 2007, nella vittoria in trasferta per 2-3 del Brann sul Sandefjord: nell'occasione, è subentrato ad Ardian Gashi all'inizio del secondo tempo. A marzo 2008, ha rinnovato il contratto che lo legava al club fino al 31 dicembre 2012.
Il 25 maggio 2008 ha realizzato la prima rete nella massima divisione locale, nel successo per 1-2 sul campo del Viking. Complessivamente, Jaiteh ha vestito la maglia del Brann per quattro stagioni, totalizzando 86 presenze e 2 reti tra campionato e coppe.

#### Randers
Il 31 gennaio 2011, il Brann ha annunciato di aver ceduto Jaiteh in prestito al Randers fino al 31 dicembre successivo. Ha esordito nella Superligaen in data 13 marzo, sostituendo Erton Fejzullahu nella vittoria per 1-3 sul campo dell'Esbjerg. In questa porzione di stagione, il centrocampista ha giocato 13 partite di campionato, senza mai andare in rete. In estate, Jaiteh ha lasciato la squadra senza permesso per tornare in Gambia. Per questo motivo, il Randers ha interrotto il prestito anticipatamente. Tornato dunque al Brann, la società ha rescisso il contratto con il calciatore, che si è ritrovato così svincolato.

#### Sandefjord
Il 18 marzo 2012 è stato ufficializzato il suo ingaggio al Sandefjord, formazione militante nella 1. divisjon. Ha disputato il primo incontro con questa maglia il 9 aprile successivo, schierato titolare nella vittoria per 2-3 sul campo dell'HamKam. Il 6 maggio ha realizzato la prima rete, sancendo il successo per 1-0 sul Kongsvinger. Al termine del campionato 2012, il Sandefjord ha centrato un posto per le qualificazioni all'Eliteserien, in cui è stato però eliminato dall'Ullensaker/Kisa. È rimasto in forza al club anche nell'annata seguente. Il 19 novembre 2013, il Sandefjord ha ufficializzato la decisione di Jaiteh di lasciare la squadra, liberandosi a fine anno con la scadenza del suo contratto.

#### Sandnes Ulf
Il 2 dicembre 2013, ha firmato un contratto biennale con il Sandnes Ulf, valido dal 1º gennaio 2014. Ha scelto la maglia numero 20. Ha esordito in squadra il 6 aprile, schierato titolare nella sconfitta per 4-1 contro il Lillestrøm. Ha disputato 24 partite di campionato per il Sandnes Ulf, con la squadra è retrocessa in 1. divisjon a fine stagione.
Il 5 gennaio 2015, Jaiteh si sarebbe dovuto presentare alla ripresa degli allenamenti con il Sandnes Ulf, guidato dal nuovo tecnico Bengt Sæternes. Il giocatore non ha però fatto ritorno in Norvegia, sostenendo di trovarsi in Gambia e di essere stato bloccato da un tentativo fallito di colpo di Stato. Il giocatore ha riferito di non poter rientrare perché le autorità locali avevano sequestrato i container con i materiali per la Tijan Foundation, temendo potessero contenere armi e non vestiti, giocattoli e attrezzi per il fitness come previsto.
Il 15 gennaio successivo, le parti hanno trovato un accordo per rescindere il contratto. Con la rescissione, è terminata anche la collaborazione tra il Sandnes Ulf e la Tijan Foundation, che si era protratta per tutto il 2014.

#### Koper e KuPS
Libero da vincoli contrattuali, a settembre 2015 è passato agli sloveni del Koper. Ha esordito nella massima divisione slovena in data 26 settembre, sostituendo Damir Hadžič nel pareggio per 1-1 sul campo del Celje. Ha collezionato 2 presenze con questa maglia.
Il 6 aprile 2016 si è accordato con i finlandesi del KuPS, a cui si è legato con un contratto annuale.

### Nazionale
È stato per molti anni capitano delle Nazionali giovanili del Gambia. Ha partecipato al mondiale Under-20 del 2007, dove la sua squadra è stata eliminata dall'Austria under 20 ai sedicesimi di finale. Ha debuttato per la Nazionale maggiore nel corso del 2007.

## Statistiche

### Presenze e reti nei club
Statistiche aggiornate al 4 maggio 2019.
| Stagione           | Club               | Campionato         | Campionato | Campionato | Coppe nazionali | Coppe nazionali | Coppe nazionali | Coppe continentali | Coppe continentali | Coppe continentali | Supercoppe | Supercoppe | Supercoppe | Totale | Totale |
| Stagione           | Club               | Comp               | Pres       | Reti       | Comp            | Pres            | Reti            | Comp               | Pres               | Reti               | Comp       | Pres       | Reti       | Pres   | Reti   |
| ------------------ | ------------------ | ------------------ | ---------- | ---------- | --------------- | --------------- | --------------- | ------------------ | ------------------ | ------------------ | ---------- | ---------- | ---------- | ------ | ------ |
| 2006               | GPA                | 1D                 | ?          | ?          | -               | -               | -               | -                  | -                  | -                  | -          | -          | -          | ?      | ?      |
| 2007               | Brann              | ES                 | 11         | 0          | CN              | 1               | 0               | CU                 | 4                  | 0                  | -          | -          | -          | 16     | 0      |
| 2008               | Brann              | ES                 | 15         | 1          | CN              | 3               | 0               | UCL+CU             | 3+1                | 0                  | -          | -          | -          | 22     | 1      |
| 2009               | Brann              | ES                 | 25         | 1          | CN              | 4               | 0               | -                  | -                  | -                  | -          | -          | -          | 29     | 1      |
| 2010               | Brann              | ES                 | 17         | 0          | CN              | 2               | 0               | -                  | -                  | -                  | -          | -          | -          | 19     | 0      |
| Totale Brann       | Totale Brann       | Totale Brann       | 68         | 2          |                 | 10              | 0               |                    | 8                  | 0                  |            | -          | -          | 86     | 2      |
| gen.-giu. 2011     | Randers            | SL                 | 13         | 0          | CD              | 1               | 0               | -                  | -                  | -                  | -          | -          | -          | 14     | 0      |
| 2012               | Sandefjord         | 1D                 | 26+1       | 2+0        | CN              | 5               | 0               | -                  | -                  | -                  | -          | -          | -          | 32     | 2      |
| 2013               | Sandefjord         | 1D                 | 25         | 1          | CN              | 2               | 0               | -                  | -                  | -                  | -          | -          | -          | 27     | 1      |
| Totale Sandefjord  | Totale Sandefjord  | Totale Sandefjord  | 51+1       | 3+0        |                 | 7               | 0               |                    | -                  | -                  |            | -          | -          | 59     | 3      |
| 2014               | Sandnes Ulf        | ES                 | 24         | 0          | CN              | 1               | 0               | -                  | -                  | -                  | -          | -          | -          | 25     | 0      |
| set.-dic. 2015     | Koper              | 1. SNL             | 2          | 0          | CS              | 0               | 0               | UEL                | -                  | -                  | SS         | -          | -          | 2      | 0      |
| 2016               | KuPS               | VL                 | 26         | 1          | CF+CdL          | 2+0             | 0               | -                  | -                  | -                  | -          | -          | -          | 28     | 1      |
| gen.-giu. 2017     | Bnei Yehuda        | LhA                | 12         | 0          | CI              | 5               | 0               | -                  | -                  | -                  | -          | -          | -          | 17     | 0      |
| 2017-2018          | Al-Markhiya        | SL                 | 17         | 0          | CE              | 2               | 0               | -                  | -                  | -                  | -          | -          | -          | 19     | 0      |
| 2018-gen. 2019     | Al-Markhiya        | SL                 | 0          | 0          | CE              | 0               | 0               | -                  | -                  | -                  | -          | -          | -          | 0      | 0      |
| Totale Al-Markhiya | Totale Al-Markhiya | Totale Al-Markhiya | 17         | 0          |                 | 2               | 0               |                    | -                  | -                  |            | -          | -          | 19     | 0      |
| gen.-giu. 2019     | Partizani Tirana   | KS                 | 1          | 0          | CA              | 0               | 0               | UEL                | -                  | -                  | -          | -          | -          | 1      | 0      |
| Totale carriera    | Totale carriera    | Totale carriera    | 214+1      | 6+0        |                 | 28              | 0               |                    | 8                  | 0                  |            | -          | -          | 251    | 6      |

### Cronologia presenze e reti in nazionale
| Cronologia completa delle presenze e delle reti in nazionale ― Gambia | Cronologia completa delle presenze e delle reti in nazionale ― Gambia | Cronologia completa delle presenze e delle reti in nazionale ― Gambia | Cronologia completa delle presenze e delle reti in nazionale ― Gambia | Cronologia completa delle presenze e delle reti in nazionale ― Gambia | Cronologia completa delle presenze e delle reti in nazionale ― Gambia | Cronologia completa delle presenze e delle reti in nazionale ― Gambia | Cronologia completa delle presenze e delle reti in nazionale ― Gambia |
| Data                                                                  | Città                                                                 | In casa                                                               | Risultato                                                             | Ospiti                                                                | Competizione                                                          | Reti                                                                  | Note                                                                  |
| --------------------------------------------------------------------- | --------------------------------------------------------------------- | --------------------------------------------------------------------- | --------------------------------------------------------------------- | --------------------------------------------------------------------- | --------------------------------------------------------------------- | --------------------------------------------------------------------- | --------------------------------------------------------------------- |
| 1-6-2008                                                              | Monrovia                                                              | Liberia                                                               | 1 – 1                                                                 | Gambia                                                                | Qual. Mondiali 2010                                                   | -                                                                     |                                                                       |
| 8-6-2008                                                              | Bakau                                                                 | Gambia                                                                | 1 – 1                                                                 | Senegal                                                               | Qual. Mondiali 2010                                                   | -                                                                     | 90’                                                                   |
| 14-6-2008                                                             | Bakau                                                                 | Gambia                                                                | 1 – 0                                                                 | Algeria                                                               | Qual. Mondiali 2010                                                   | -                                                                     |                                                                       |
| 20-6-2008                                                             | Blida                                                                 | Algeria                                                               | 1 – 0                                                                 | Gambia                                                                | Qual. Mondiali 2010                                                   | -                                                                     | 86’                                                                   |
| 6-9-2008                                                              | Bakau                                                                 | Gambia                                                                | 1 – 0                                                                 | Liberia                                                               | Qual. Mondiali 2010                                                   | -                                                                     |                                                                       |
| 11-10-2008                                                            | Dakar                                                                 | Senegal                                                               | 1 – 1                                                                 | Gambia                                                                | Qual. Mondiali 2010                                                   | -                                                                     |                                                                       |
| 3-1-2010                                                              | Vila Real de Santo António                                            | Angola                                                                | 1 – 1                                                                 | Gambia                                                                | Amichevole                                                            | -                                                                     |                                                                       |
| 9-1-2010                                                              | Tunisi                                                                | Tunisia                                                               | 1 – 2                                                                 | Gambia                                                                | Amichevole                                                            | -                                                                     |                                                                       |
| 4-9-2010                                                              | Bakau                                                                 | Gambia                                                                | 3 – 1                                                                 | Namibia                                                               | Qual. Coppa d'Africa 2012                                             | -                                                                     |                                                                       |
| 9-10-2010                                                             | Ouagadougou                                                           | Burkina Faso                                                          | 3 – 1                                                                 | Gambia                                                                | Qual. Coppa d'Africa 2012                                             | -                                                                     |                                                                       |
| 10-8-2011                                                             | Bakau                                                                 | Gambia                                                                | 3 – 0                                                                 | RD del Congo                                                          | Amichevole                                                            | 1                                                                     |                                                                       |
| 8-10-2011                                                             | Bakau                                                                 | Gambia                                                                | 1 – 1                                                                 | Burkina Faso                                                          | Qual. Coppa d'Africa 2012                                             | -                                                                     |                                                                       |
| 2-6-2012                                                              | Bakau                                                                 | Gambia                                                                | 1 – 1                                                                 | Marocco                                                               | Qual. Mondiali 2014                                                   | -                                                                     |                                                                       |
| 8-6-2012                                                              | Bakau                                                                 | Gambia                                                                | 0 – 3                                                                 | Costa d'Avorio                                                        | Qual. Mondiali 2014                                                   | -                                                                     |                                                                       |
| 15-6-2013                                                             | Marrakech                                                             | Marocco                                                               | 2 – 1                                                                 | Gambia                                                                | Qual. Mondiali 2014                                                   | -                                                                     |                                                                       |
| 7-9-2013                                                              | Bakau                                                                 | Gambia                                                                | 2 – 0                                                                 | Tanzania                                                              | Qual. Mondiali 2014                                                   | -                                                                     |                                                                       |
| 9-10-2015                                                             | Bakau                                                                 | Gambia                                                                | 1 – 1                                                                 | Namibia                                                               | Qual. Mondiali 2018                                                   | -                                                                     |                                                                       |
| 13-10-2015                                                            | Windhoek                                                              | Namibia                                                               | 2 – 1                                                                 | Gambia                                                                | Qual. Mondiali 2018                                                   | -                                                                     | 70’                                                                   |
| 11-6-2017                                                             | Cotonou                                                               | Benin                                                                 | 1 – 0                                                                 | Gambia                                                                | Qual. Coppa d'Africa 2019                                             | -                                                                     | 62’                                                                   |
| 23-3-2018                                                             | Bakau                                                                 | Gambia                                                                | 1 – 1                                                                 | Rep. Centrafricana                                                    | Amichevole                                                            | -                                                                     |                                                                       |
| Totale                                                                |                                                                       | Presenze                                                              | 20                                                                    |                                                                       | Reti                                                                  | 1                                                                     |                                                                       |

## Palmarès

### Club

#### Competizioni nazionali
- Campionato gambiano: 1

Gambia Ports Authority: 2006
- Campionato norvegese: 1

Brann: 2007